# Burton on the Wolds
Burton on the Wolds är en civil parish i Storbritannien.   Den ligger i grevskapet Leicestershire och riksdelen England, i den södra delen av landet, 160 km norr om huvudstaden London.